# (3299) Hall
(3299) Hall es un asteroide perteneciente al cinturón de asteroides, descubierto el 10 de octubre de 1980 por Carolyn Shoemaker desde el Observatorio del Monte Palomar, Estados Unidos.

## Designación y nombre
Designado provisionalmente como 1980 TX5. Fue nombrado Hall en  honor al astrónomo estadounidense John Scoville Hall.